# Lehtisaari
Lehtisaari, en suédois Lövö et en français l'île de la feuille, est une île du sud de la Finlande située près de la côte nord du golfe de Finlande, à l'ouest du centre-ville d'Helsinki.

## Géographie
En forme de poire, l'île est habitée et reliée par des ponts routiers aux îles voisines de Kuusisaari au nord-est et de Kaskisaari au sud-est ainsi qu'au continent à l'ouest. Le centre de l'île est formé de trois collines et la majorité des infrastructures (habitations, transport, etc) se trouve sur la côte nord de l'île. La péninsule au sud de l'île est formé d'une colline reliée par un isthme.
L'île seule constitue avec des rochers inhabités avoisinants un simple secteur de la municipalité d'Helsinki (secteur 3031). Les îles voisines de Kaskisaari et Mustasaari forment le secteur 3032, l'ensemble des deux formant la section 303 nommée également Lehtisaari.
La route Kuusisaarentie très fréquentée qui traverse Lehtisaari, mène de Munkkiniemi via Kuusisaari et Lehtisaari au quartier Keilaniemi d'Espoo.

## Source
- (en) National Land Survey of Finland - Carte de Lehtisaari